# Trenes de Buenos Aires
Trenes de Buenos Aires Sociedad Anónima (conocida por su acrónimo TBA) fue una empresa privada argentina que explotó en régimen de concesión la operación del servicio de pasajeros en el Gran Buenos Aires de las líneas Mitre y Sarmiento de la red ferroviaria argentina entre los años 1995 y 2012. En vías del Ferrocarril Mitre también estuvo a cargo del servicio de pasajeros entre las ciudades de Buenos Aires y Rosario, esta última en la provincia de Santa Fe.
Además, desde 2005 hasta 2012 conformó, junto con Ferrovías, Metrovías y el Estado Argentino, la Unidad de Gestión Operativa Ferroviaria de Emergencia, que gestionó en forma transitoria el servicio metropolitano de pasajeros de los ferrocarriles San Martín, Belgrano Sur y Roca.
Entre 2011 y 2012, también operó el Tren de los Pueblos Libres y el Tren Buenos Aires - Misiones.

## Ramales que tuvo a cargo
Trenes de Buenos Aires operó diversos ramales metropolitanos e interurbanos de pasajeros, pertenecientes a los ferrocarriles Domingo Faustino Sarmiento, General Bartolomé Mitre y General Urquiza.
| Ferrocarril      | Ramales | Período               |
| ---------------- | --- | --------------------- |
| Sarmiento        | Once/Miserere - Moreno Once/Miserere - Castelar Merlo - Lobos Moreno - Mercedes Once - Mercedes Once - Moreno (Diferencial) Puerto Madero - Merlo (2008-2012)                 | 27/05/1995 24/05/2012 |
| Mitre            | Retiro (Mitre) - Tigre Retiro (Mitre) - Mitre Retiro (Mitre) - Suárez Victoria - Capilla del Señor Villa Ballester - Zarate Retiro (Mitre) - Rosario (Santa Fe) (Interurbano) | 27/05/1995 24/05/2012 |
| Urquiza          | Pilar - Paso de los Toros (Uruguay) (Internacional) Pilar - Apóstoles (Interurbano)                                                                                           | 29/08/2011 24/05/2012 |
| Tranvía del Este | Córdoba - Independencia | 14/07/2007 12/10/2012 |

## Historia
La empresa inició su actividad a partir del 27 de mayo de 1995, operando los servicios de pasajeros de la Línea Sarmiento y de la Línea Mitre, según lo establecido en el Decreto 730/95.
El grupo se desarrolló al amparo de la lógica empresarial surgida en la década de 1990 a partir de la Ley de Reforma del Estado. 

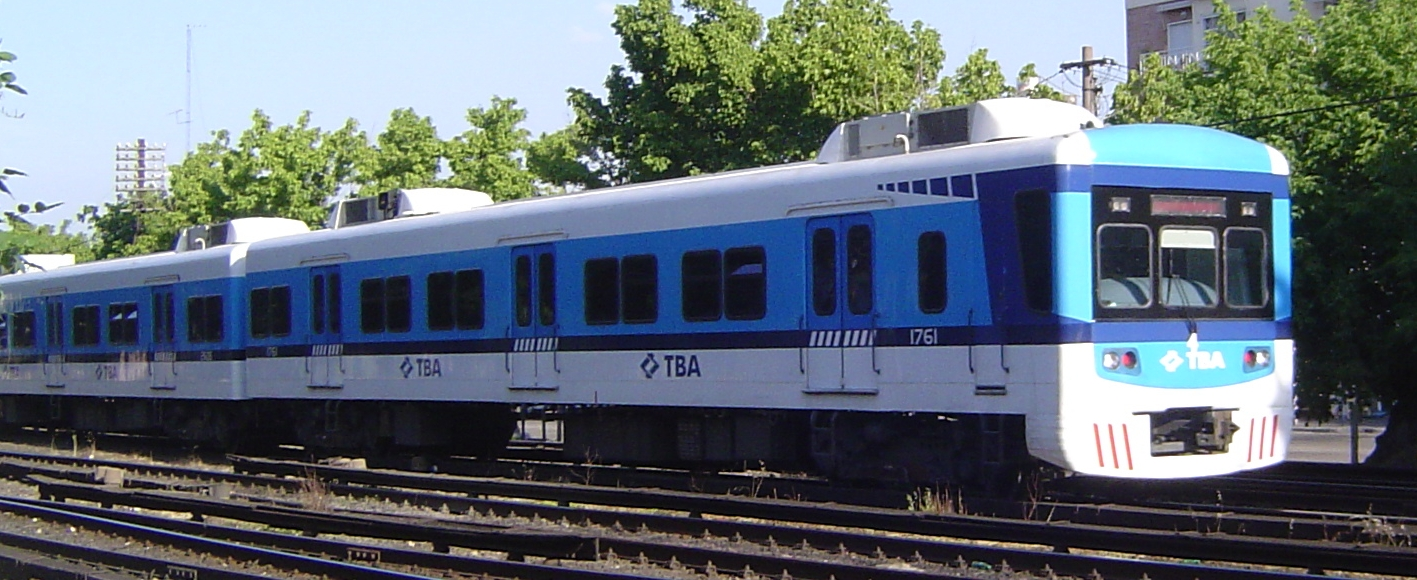
Formación de coches eléctricos Toshiba (recarrozado por TATSA-EMFER) correspondiente a la línea Sarmiento.

Perteneció al Grupo Plaza, un conglomerado empresarial perteneciente a la familia Cirigliano.En el año 2001, el Grupo Cirigliano consiguió, a través del decreto 141/01 firmado por EL Presidente radical Fernando De la Rúa, una prórroga de su concesión por diez años, a pesar de que registraba multas e incumplimientos en sus planes de inversión. Según la Comisión Nacional de Regulación del Transporte, TBA había registrado en 1996, dos años después de haber obtenido la concesión, 200 accidentes entre las líneas Sarmiento y Mitre. Al cabo de los primeros diez años de concesión, TBA registraba 879 accidentes por la línea Mitre, y otros 1198 accidentes por el Sarmiento.
El vericueto legal que había encontrado De la Rúa para efectuar la prórroga de concesión fue que los incumplimientos pasaran a formar parte de las “metas a cumplir”.Ya en la década del 2000 continuaron los accidentes, entre ellos uno ocurrido 10 de marzo de 2005, a la altura del denominado Empalme MaldonadoMás de 140 personas resultaron heridas. La causa del siniestro se encuentra bajo investigación.El 31 de diciembre de 2010, dos trenes de la Línea Mitre que se dirigían hacia Estación José León Suárez chocaron entre sí nuevamente sobre el Empalme Maldonado
En un informe de la Auditoría General de la Nación del año 2003, sobre el cumplimiento con las normativas sobre mantenimiento y seguridad del servicio durante el período 2000 - 2002, se concluye que el concesionario ha incurrido en diversas faltas, entre ellas, mantenimiento insuficiente, reducción de velocidades máximas, incumplimiento en la presentación de programas de mantenimiento y problemas de accesibilidad para personas con movilidad o comunicación reducida. No solamente se convirtió en licenciataria de trenes, sino que también creó negocios alrededor de las construcciones ferroviarias (Emfersa) y construcción de carrocerías de colectivos (Tatsa). Muchos de sus negocios fueron apalancados financieramente por compañías de seguro del mismo grupo económico, como fue el caso de LUA Seguros La Porteña.
En 1999 tras varias denuncias contra Metrovías por falta de mantenimiento y desinversión, junto a recortes en la infraestructura y seguridad una formación en tránsito hacia Catedral embistió a otra que se encontraba detenida en la estación Palermo.
En 2003 tras una auditoría el gobierno nacional íntimo a la empresa a  mejorar el servicio debido a las serías deficiencias, el vocero de la empresa administraciones anteriores que suspendieron las inversiones, entre 1999 y 2003". En 2004, tras un choque de formaciones el Estado Nacional puso fin a la concesión de la empresa Metropolitano sobre el servicio de pasajeros de la Línea San Martín que pasó a ser operado a través de una unión transitoria de empresas denominada UGOFE, conformada por TBA, junto con Ferrovías, Metrovías y el Estado Nacional que en 2007 sumaria los servicios metropolitanos de pasajeros de la Línea General Roca y de la Línea Belgrano Sur.
El 29 de agosto de 2011, se inaugura el Tren de los Pueblos Libres.
A fines de 2011, TEA pierde la concesión del servicio del Tren Buenos Aires - Misiones, conocido como "El Gran Capitán", debido a la falta de inversiones.

### Accidentes de la Línea Mitre en Palermo
En el año 2001, el Grupo Cirigliano consiguió, a través del decreto 141/01 firmado por Fernando De la Rúa, obtuvo una prórroga de su concesión por diez años, a pesar de que registraba multas e incumplimientos en sus planes de inversión. Según la Comisión Nacional de Regulación del Transporte, TBA había registrado en 1996, dos años después de haber obtenido la concesión, 200 accidentes entre las líneas Sarmiento y Mitre. Al cabo de los primeros diez años de concesión, TBA registraba 879 accidentes por la línea Mitre, y otros 1198 accidentes por el Sarmiento. De la Rúa para efectuar la prórroga de concesión fue que los incumplimientos pasaran a formar parte de las “metas a cumplir”. Ya en la década del 2000 continuaron los accidentes, entre ellos uno ocurrido 10 de marzo de 2005, a la altura del denominado Empalme Maldonado. Más de 140 personas resultaron heridas. La causa del siniestro se encuentra bajo investigación. El 31 de diciembre de 2010, dos trenes de la Línea Mitre que se dirigían hacia Estación José León Suárez chocaron entre sí nuevamente sobre el Empalme Maldonado.
El 27 de febrero de 2006, a la altura del puente sobre la calle Jerónimo Salguero, una formación carguera operada por la empresa Nuevo Central Argentino y una formación de pasajeros que se dirigía por la misma vía hacia Estación Bartolomé Mitre colisionaron en circunstancias que se encuentran bajo investigación. Seguidamente, otra formación de pasajeros del ramal José León Suárez con sentido a Estación Retiro que circulaba por la vía opuesta chocó con uno de los vagones de la formación carguera. 23 personas resultaron heridas.

### Accidente ferroviario de Flores de 2011
El martes 13 de septiembre de 2011, en el paso a nivel de la calle Artigas del ramal Moreno - Once, una formación de la Línea Sarmiento embistió a un colectivo de la Línea 92 en la entrada de la Estación Flores, causando un descarrilamiento por el cual impactó con otra formación que también llegaba a la estación. Fallecieron 11 personas y 228 resultaron heridas. Las causas del siniestro se encuentran bajo investigación.

### Accidente ferroviario de Once de 2012
El miércoles 22 de febrero de 2012, en el ramal Moreno - Once, una formación que ingresaba a la Estación Once no logró detener su marcha y colisionó con los sistemas de paragolpes de contención de la estación. 51 personas fallecieron y más de 700 resultaron heridas. Las causas del siniestro se encuentran bajo investigación.
Es el tercer accidente ferroviario más grave de la Argentina, después del ocurrido en 1970 en Benavídez, donde murieron 236 personas, y el ocurrido en la localidad santafesina de Sa Pereira en 1978 que causó 55 muertos.

### Intervención y fin de la concesión
El 24 de mayo de 2012 por instrucción del Ministerio del Interior y Transporte, el Estado Nacional, mediante la resolución 199/12, dispone la intervención administrativa, técnica y operativa de los servicios de las líneas Mitre y Sarmiento operados por TBA. Se remarcó que la "rescisión del contrato es por culpa exclusiva de la concesionaria por sus graves y reiterados incumplimientos" en la administración de los servicios de transporte de pasajeros. Se destaca que TBA tiene al menos 250 multas que ascenderían a 700 millones de pesos por las irregularidades en los mencionados servicios de transporte. En la conferencia de prensa que el ministro de Planificación Federal Julio de Vido ofreció cuando dio a conocer el fin de la concesión, aclaró que TBA también quedó fuera de la UGOFE. Mediante el decreto 793/12, se convocó a la conformación de una UTE (Unión Transitoria de Empresas) denominada UGOMS. La misma se conformó por el grupo Roggio (Metrovías, operadora de las líneas de subterráneos de la CABA y del servicio metropolitano de pasajeros del ferrocarril Urquiza), el grupo Romero (Ferrovías) encargado de la línea Belgrano Norte y el Estado Nacional. Tuvo por objeto regularizar el servicio de las líneas Mitre y Sarmiento. el 24 de mayo de 2012, a través del decreto 793/12, firmado por Cristina Fernández de Kirchner, el Estado Nacional le quita a TBA la concesión por una acumulación de multas, múltiples y reiterados incumplimientos graves, falta de inversión y sin mejoras del servicio.
Como consecuencia del fin de la concesión, TBA también dejó de operar los servicios de "El Gran Capitán" y de "El Tren de los Pueblos Libres" correspondientes al Ferrocarril General Urquiza. La empresa tenía a nombre de TBA la concesión de los ferrocarriles Mitre y Sarmiento.
La escritora del libro Once, viajar y morir como animales, Graciela Mochkofsky asegura que TBA mantuvo los trenes en el mismo estado de cuando los recibió de parte del Estado en los años 1990, pese a recibir subsidios y al crecimiento de la economía.
En 2016 dos gerentes de la empresa y Claudio Cirigliano, presidente de Cometrans (principal accionista de TBA y uno de los propietarios del Grupo Plaza), en el marco de la causa por el tragedia ferroviaria de Once, fue condenado.

## Galería
Servicios operados por Trenes de Buenos Aires, hoy a cargo de Ferrocarriles Argentinos.

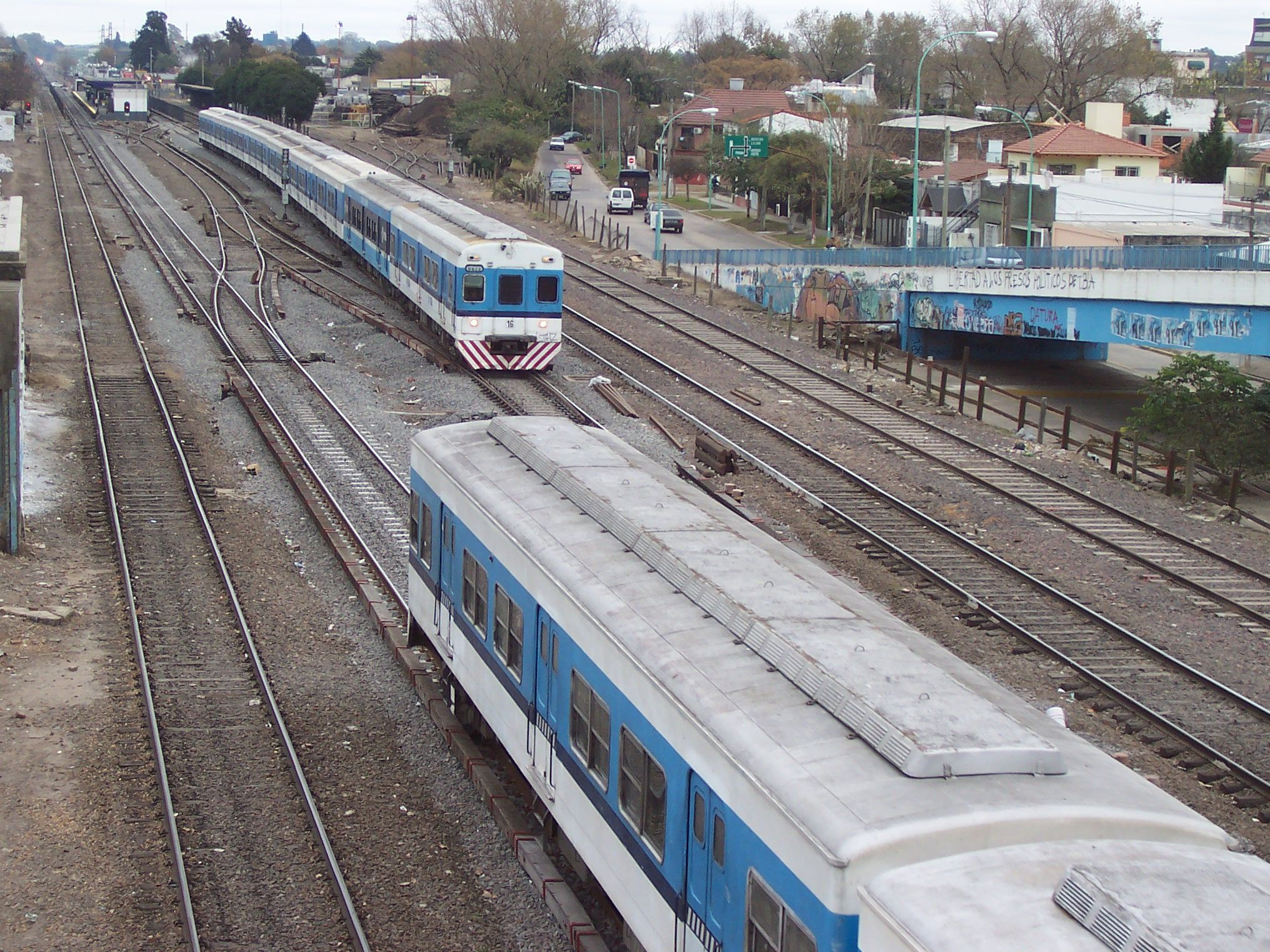
Patio de la Estación Merlo.
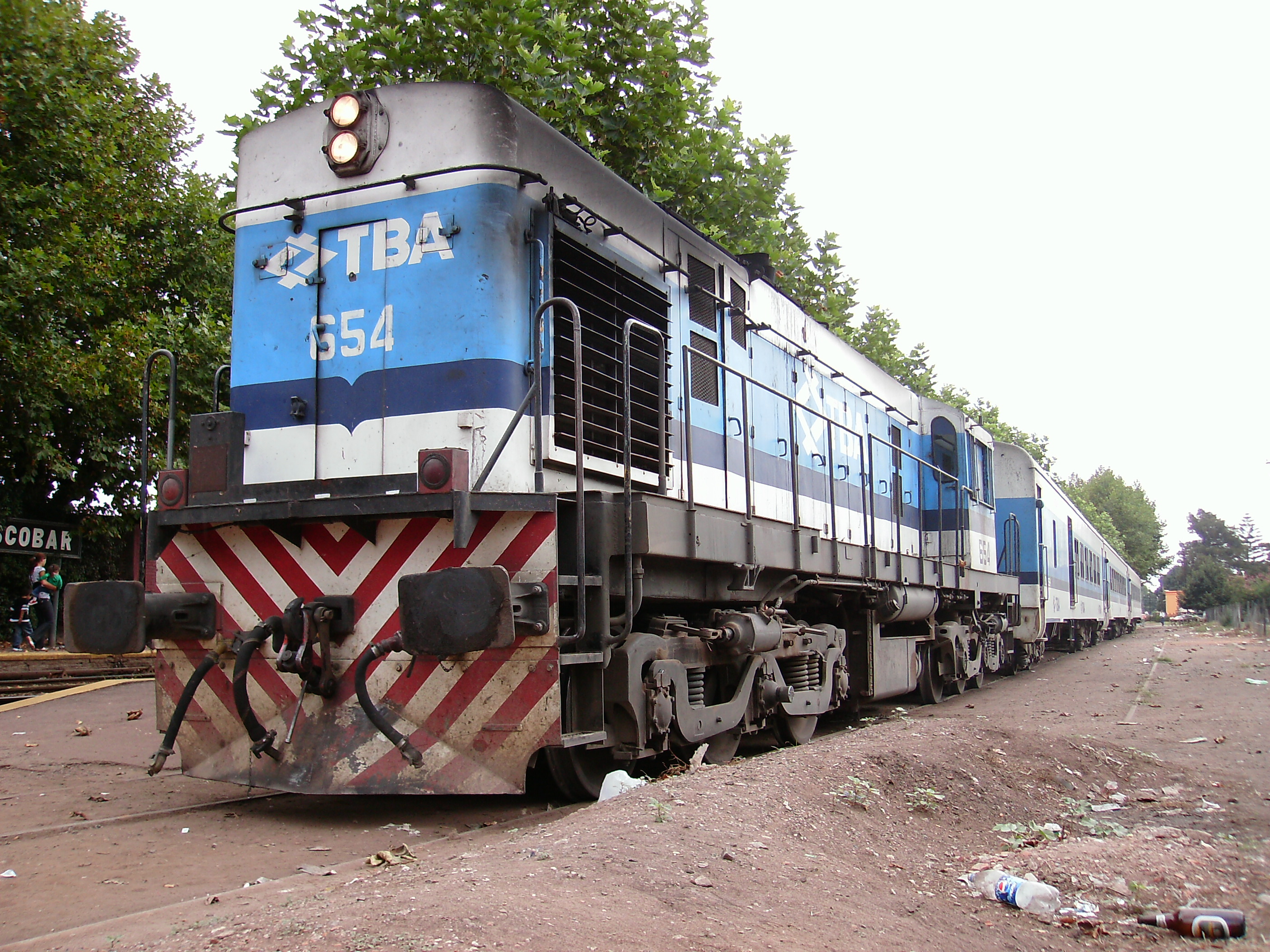
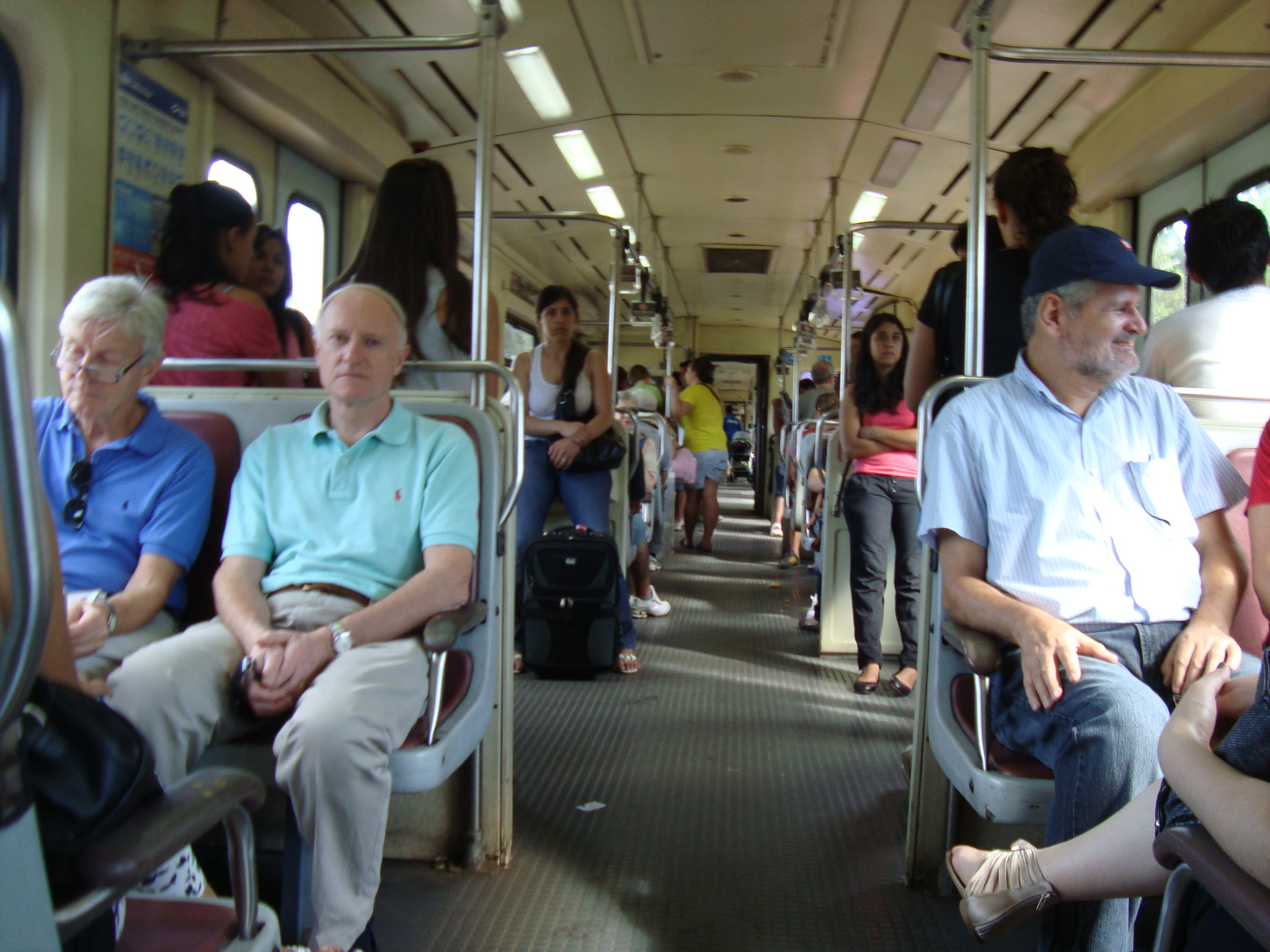
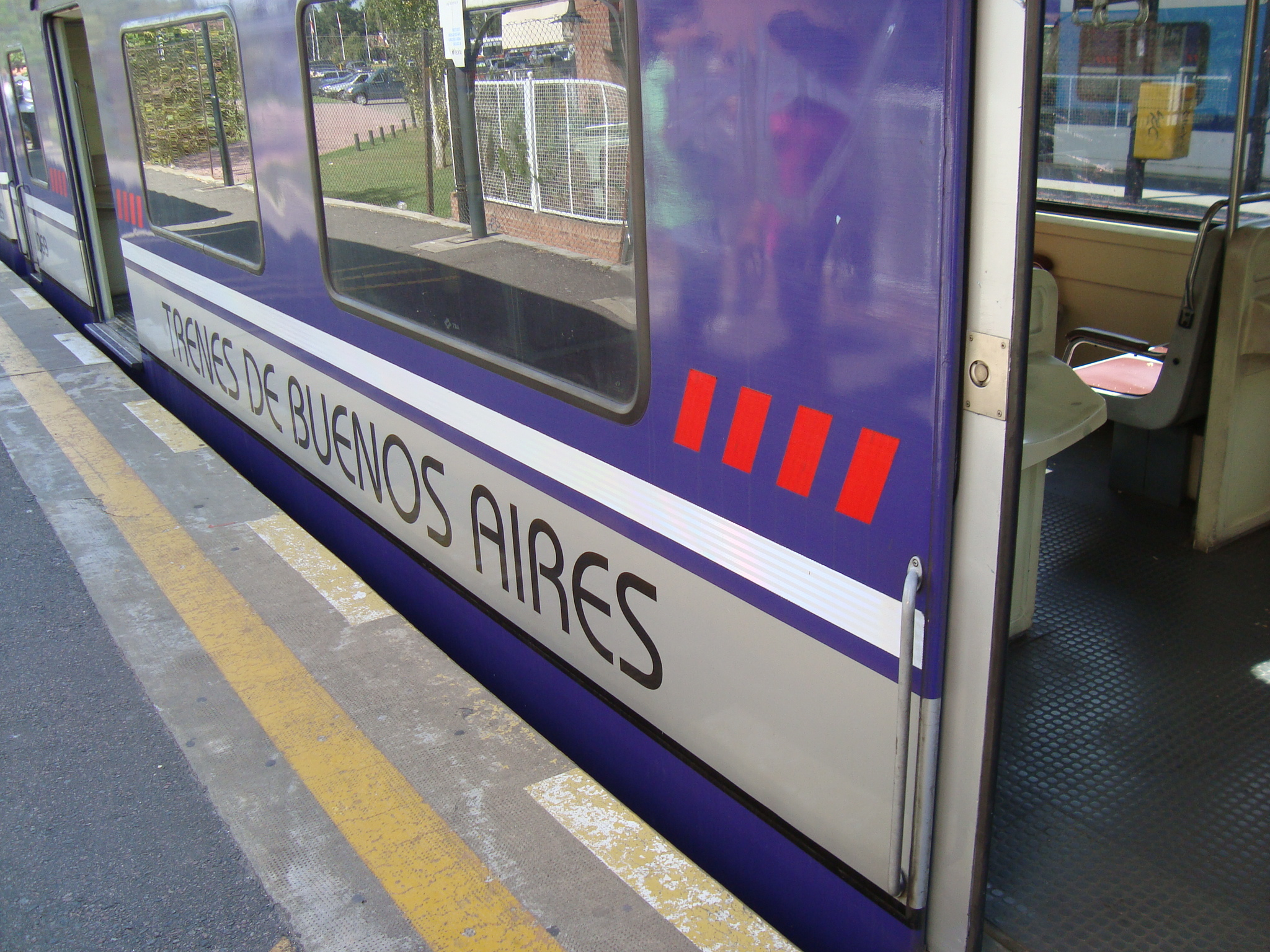
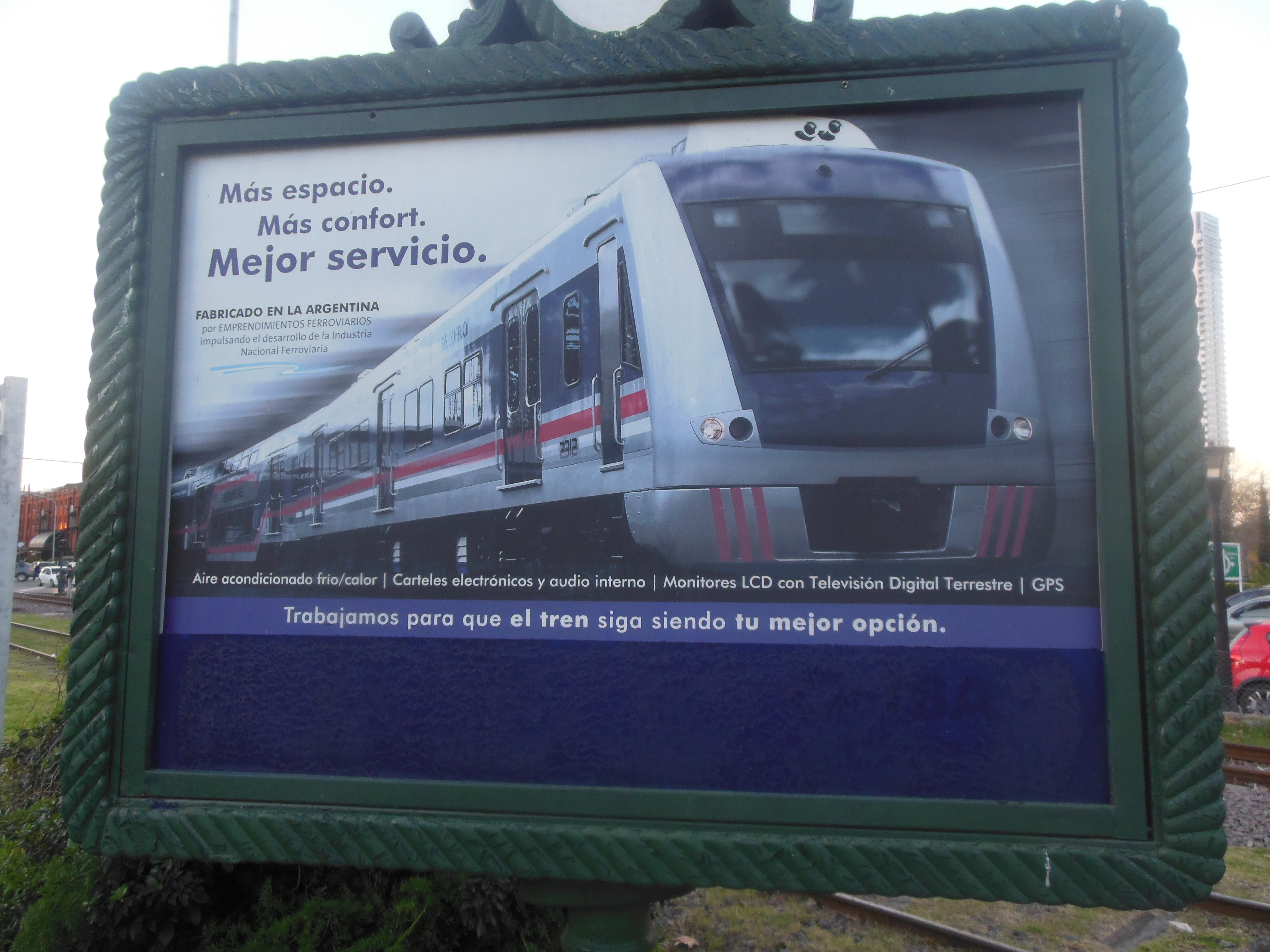
Imagen publicitaria de los nuevos Toshiba Puma V4.